# Phénylsilane
Le phénylsilane est un composé chimique de formule C6H5SiH3, parfois notée PhSiH3, où Ph représente le groupe phényle C6H5. Il s'agit d'un composé organosilicié analogue structurel du toluène C6H5CH3 qui se présente comme un liquide aux propriétés semblables, avec un point d'ébullition de 120 °C et une masse volumique de 0,877 g/cm3, contre respecivement 111 °C et 0,87 g/cm3 pour le toluène. Il est soluble dans les solvants organiques.

## Production et réactions
Le phénylsilane est produit en deux étapes à partir du Si(OEt)4, où Et représente le groupe éthyle CH2CH3. La première étape consiste en l'addition du bromure de phénylmagnésium C6H5MgBr sur le Si(OEt)4 pour former du C6H5Si(OEt)3 à l'aide d'une réaction de Grignard. La seconde étape consiste à réduction du Si(OEt)4 obtenu par l'aluminohydrure de lithium LiAlH4 pour former le C6H5SiH3 :
C6H5MgBr + Si(OEt)4 ⟶ C6H5Si(OEt)3 + EtOMgBr ;
4 C6H5Si(OEt)3 + 3 LiAlH4 ⟶ 4 C6H5SiH3 + 3 LiAl(OEt)4.
Il peut également être obtenu en hydrogénant le trichlorophénylsilane C6H5SiCl3 avec un réducteur tel que LiAlH4 ou l'hydrure de lithium AlH3 :
4 C6H5SiCl3 + 3 LiAlH4 ⟶ 4 C6H5SiH3 + 3 LiCl + 3 AlCl3.
Les silanes, comme le phénylsilane, sont généralement stables par rapport à l'hydrolyse. Cependant, en présence de catalyseurs acides et basiques tels que la triéthylamine N(CH2CH3)3 ou l'hydroxyde de potassium KOH, il est converti en silanetriol avec dégagement d'hydrogène :
C6H5SiH3 + 3 H2O ⟶ C6H5Si(OH)3 + 3 H2.
Les alcools donnent les alcoxylates correspondants en présence de catalyseurs tels que des oxydes de métaux alcalins, d'halogénures d'hydrogène ou d'halogénures de métaux :
C6H5SiH3 + 3 R–OH ⟶ C6H5Si(OR)3 + 3 H2, avec R = Alkyle– ou Aryle–.
Le chlore Cl2, le brome Br2 et l'iode I2 donnent les halogénures correspondants selon une réaction dont la vitesse peut être contrôlée en abaissant la température :
C6H5SiH3 + X2 ⟶ C6H5SiH2X + HX, avec X = Cl, Br, I.

## Applications
Le phénylsilane intervient dans la réaction de Mukaiyama (en), qui permet d'obtenir un alcool secondaire à partir d'un alcène, ce qui équivaut à une réaction d'hydratation.
Le phénylsilane peut réduire les oxydes de phosphines tertiaires en leur phosphine tertiaire correspondante en conservant leur configuration :
P(CH3)3O + C6H5SiH3 ⟶ P(CH3)3 + C6H5SiH2OH.